# ميكي هنادا
ميكي هنادا (باليابانية: 花田ミキ؛ بالكانا: はなだ ミキ) هي مُدرسة وممرضة يابانية، ولدت في 9 سبتمبر 1914 في هيروساكي في اليابان، وتوفيت في 1 أغسطس 2006 بسبب سرطان الكبد.